# Fissidens subspathulatus
Fissidens subspathulatus är en bladmossart som beskrevs av Hugh Neville Dixon 1943. Fissidens subspathulatus ingår i släktet fickmossor, och familjen Fissidentaceae. Inga underarter finns listade i Catalogue of Life.